# Charles Gemar
Charles Donald Gemar (Yankton, 4 de agosto de 1955) é um ex-astronauta norte-americano veterano de três missões do ônibus espacial.
Entrou para o Exército dos Estados Unidos em 1973 servindo no XVIII Corpo de Paraquedistas em Fort Bragg. Graduando-se em engenharia na Academia Militar de West Point, serviu posteriormente na Geórgia e no Alabama. Foi selecionado para o curso de astronautas da NASA em 1985, qualificando-se no ano seguinte como especialista de missão para futuras tripulações do ônibus espacial e designado para funções em terra.
Foi ao espaço pela primeira vez em 15 de novembro de 1990 integrando a tripulação da  STS-38 Atlantis, uma missão com carga secreta do Departamento de Defesa dos Estados Unidos. A segunda missão, STS-48 Discovery, foi lançada em 12 de setembro de 1991 e colocou em órbita o Satélite de Pesquisas da Atmosfera Superior. A última mssão,  STS-62 Columbia, foi lançada em 4 de março de 1994 e permaneceu treze dias em órbita. Ao final de suas três missões, Gemar acumulou um total de 24 dias no espaço.